# Combiné (téléphonie)

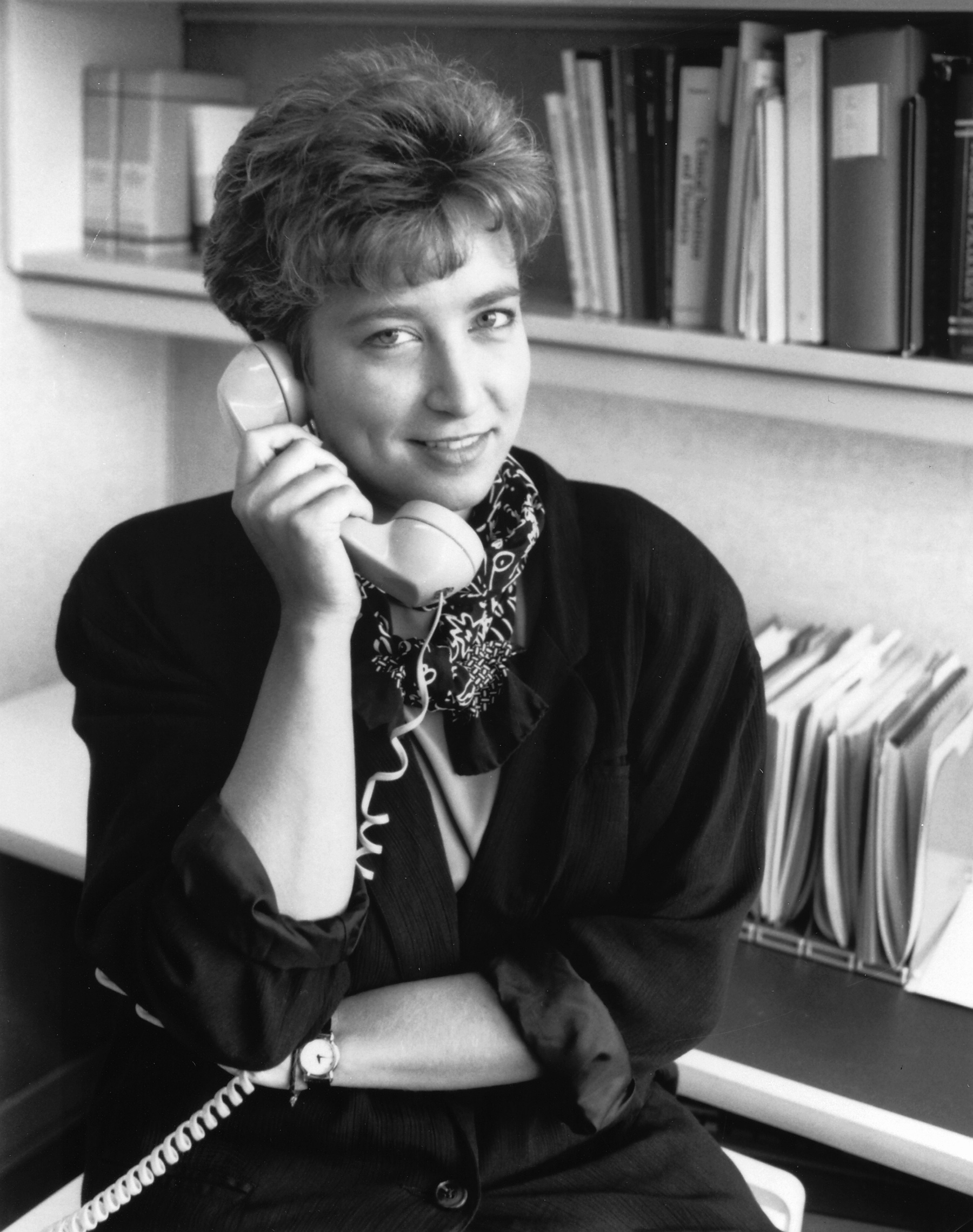
Personne utilisant le combiné d'un téléphone fixe dans les années 1980.

Un combiné (aussi appelé combiné téléphonique) est un composant d'un téléphone que l'utilisateur tient dans la main lors d'un appel téléphonique.

## Histoire
Le combiné téléphonique est inventé par Cyrille Duquet dans la ville de Québec, Canada. Il obtient un brevet canadien pour le combiné téléphonique et diverses autres améliorations au téléphone le 1er février 1878. Cyrille Duquet est un contemporain d'Alexander Graham Bell et, comme lui, il faisait des expériences sur la transmission de la voix. Le 15 mai 1882, il cède pour la somme de 2 100 $ son brevet pour le combiné téléphonique et toutes ses activités dans le monde de la téléphonie à La Compagnie de Téléphone Bell du Canada (plus tard Bell Canada), et il renonce à tout projet dans le monde de la téléphonie.

## Caractéristiques

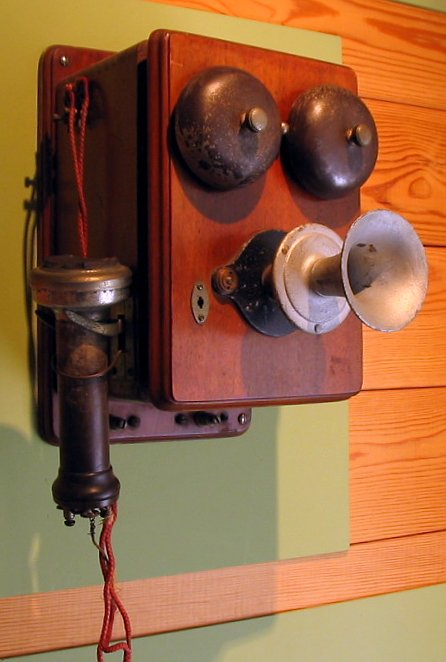
Ancien téléphone de l'époque où le combiné n'était pas encore répandu.

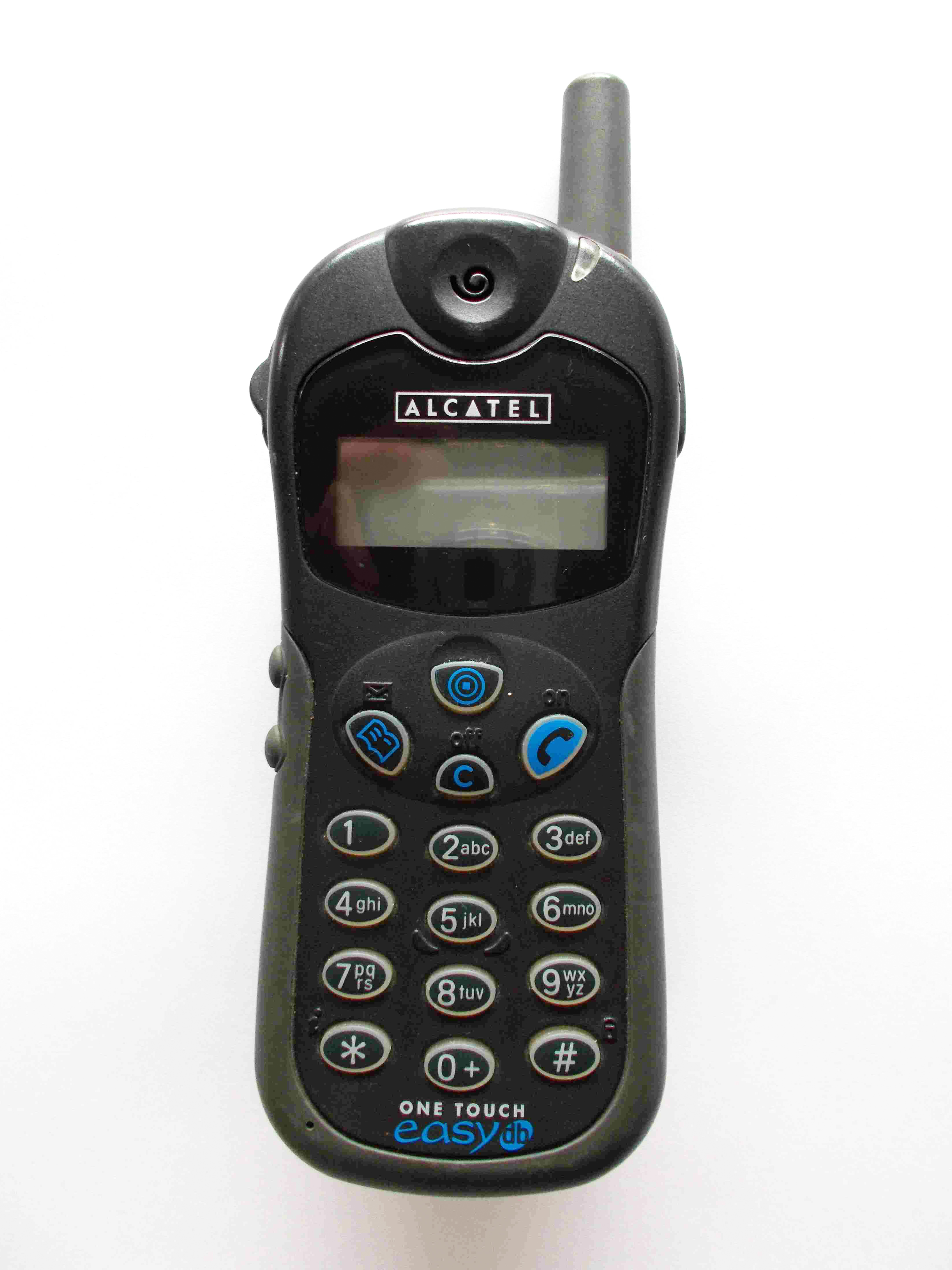
Combiné mobile Alcatel One Touch Easy, sans fil et avec écran (années 2000).

Le combiné est composé de deux parties : une partie microphone qui se place devant la bouche et une partie haut-parleur qui se place à proximité de l'oreille. Le combiné a été inventé dès les premières années de la téléphonie, mais son omniprésence est relativement récente. Dans les premiers temps de la téléphonie, l'interlocuteur parlait devant une plaque de bois solidaire du boîtier du téléphone ou dans un petit entonnoir, en portant à son oreille l'écouteur relié au boîtier par un fil.
Jusqu'à l'arrivée du téléphone sans fil, le combiné était généralement raccordé au boîtier téléphonique par un fil souple torsadé. Avec l'évolution de l'électronique HF et des techniques numériques, les téléphones sont désormais sans fil le plus souvent. Un (ou plusieurs) « combiné » de taille réduite communique par une liaison radio sur une porteuse UHF ou VHF avec une station de base reliée à la ligne téléphonique. Cette liaison peut être numérique, par exemple pour les postes DECT.
Le combiné d’un téléphone sans fil contient un émetteur-récepteur radio qui transmet la communication via la station de base qui est rattachée à une ligne téléphonique se terminant dans l'habitation de l'abonné. Le téléphone mobile ne nécessite pas de station de base et communique directement avec un site cellulaire dans des bandes de fréquences spécialement désignées.
Les combinés peuvent être dotés d'écrans texte affichant diverses informations. Les combinés n'utilisent plus nécessairement le réseau téléphonique commuté (RTC) et peuvent se connecter sur les réseaux IPv4 et IPv6.

## Symbole graphique
Un symbole graphique représentant un combiné est utilisé sur les téléphones sans fil et les téléphones mobiles pour indiquer les boutons qui permettent le lancement et la fin d’un appel téléphonique. Généralement, un bouton affichant un combiné vert en position oblique (combiné décroché) est utilisé pour lancer un appel, et un bouton affichant un combiné rouge en position horizontale (combiné raccroché)  est utilisé pour terminer l'appel.
L'Unicode contient un code pour un symbole représentant un combiné téléphonique. Ce code et sa représentation sont : U+1F4DE 📞  .